# Wadenhoe
Wadenhoe es un pueblo y una parroquia civil del distrito de East Northamptonshire, en el condado de Northamptonshire (Inglaterra).

## Demografía
Según el censo de 2001, Wadenhoe tenía 124 habitantes (58 varones y 66 mujeres). 25 de ellos (20,16%) eran menores de 16 años, 86 (69,36%) tenían entre 16 y 74, y 13 (10,48%) eran mayores de 74. La media de edad era de 40,39 años. De los 99 habitantes de 16 o más años, 22 (22,22%) estaban solteros, 57 (57,58%) casados, y 20 (20,2%) divorciados o viudos. 53 habitantes eran económicamente activos, todos ellos empleados. Había 58 hogares con residentes y ninguno sin ocupar.
| 237                         | 225 | 243 | 252 | 287 | 290 | - | - | 234 | 204 | 185 | 191 | 151 | 132 | - | 123 | 140 |
| (Fuente: Vision of Britain) |     |     |     |     |     |   |   |     |     |     |     |     |     |   |     |     |